# Ludvika tingsrätt

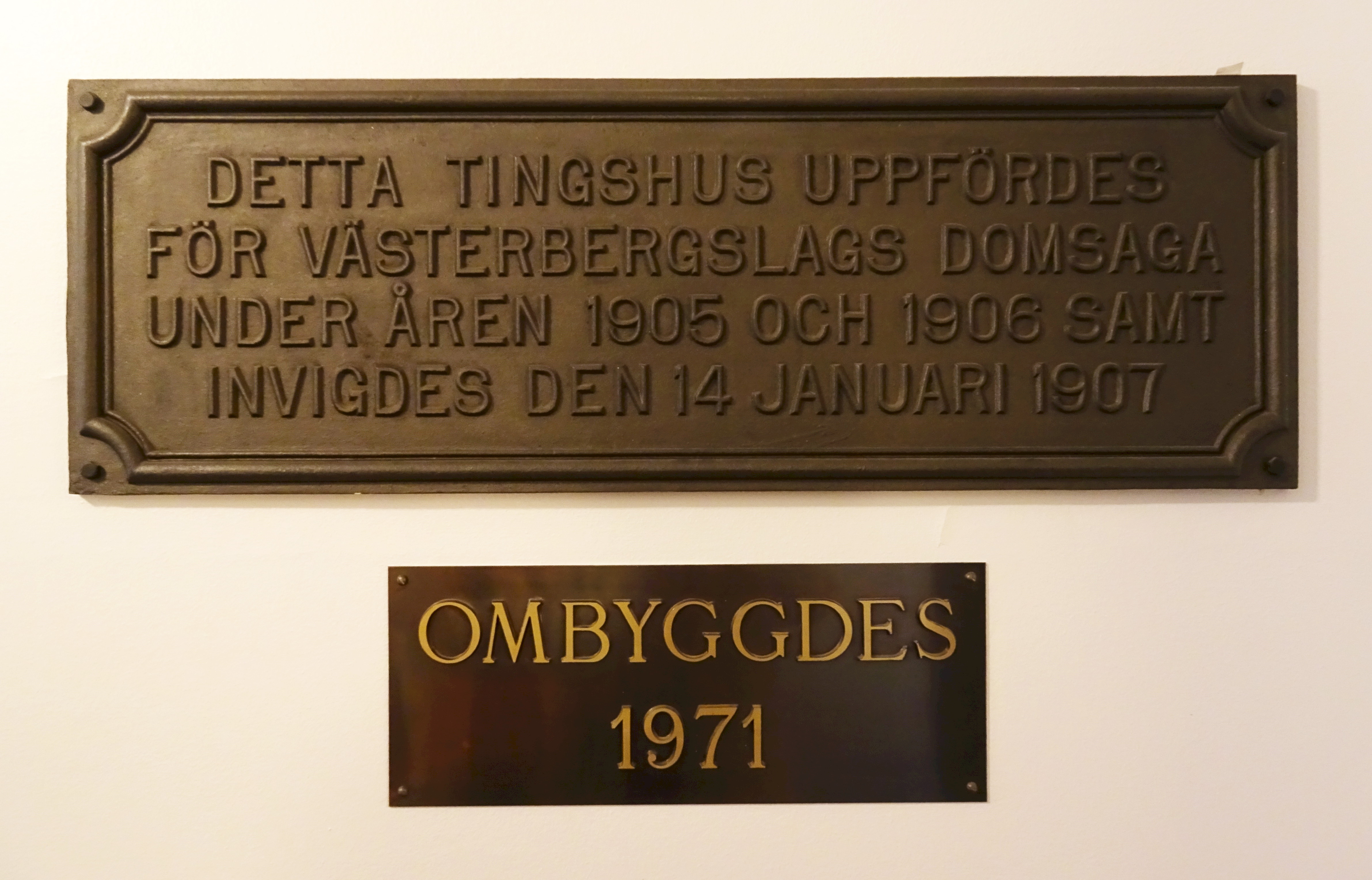
Invigd 1907, ombyggd 1971.

Ludvika tingsrätt var en tingsrätt i Sverige med kansli i Ludvika. Tingsrättens domsaga omfattade kommunerna  Ludvika, Vansbro och Smedjebacken. Tingsrätten och dess domsaga ingick i domkretsen för Svea hovrätt. Tingsrätten upphörde 2001 och dess domsaga uppgick i Falu domkrets och Mora domsaga. Idag finns privata kontor i byggnaden.

## Administrativ historik
Vid tingsrättsreformen 1971 bildades denna tingsrätt i Ludvika av  häradsrätten för Västerbergslags domsagas tingslag. Domkretsen bildades av tingslaget samt en del ur Nås och Malungs tingslag. 1971 omfattade domsagan Ludvika, Vansbo och Smedjebackens kommuner samt Söderbärke kommun (denna uppgick sedan 1974 i Smedjebackens kommun). Tingsplats var Ludvika och Nås.
Den 1 september 2001 upphörde Ludvika tingsrätt och domsaga och ur domsagan övergick Ludvika och Smedjebacken kommuner till Falu domkrets medan Vansbro kommun övergick till Mora domsaga.

## Lagmän
- 1971-1972: Sven Brehmer
- 1972-1987: Arne Nordgren
- 1987-1993: Peter Grünler
- 1994-2001: Jan Rudberg

## Byggnad
När tingslagen slogs samman 1907 enades man om en gemensam tingsplats i Ludvika. Staden hade vuxit fram som en ny centralort för bygden och var en betydande järnvägsknutpunkt. Byggnadsarbetet påbörjades 1905, och huset invigdes den 14 januari 1907.
Tingshuset placerades högst upp vid Storgatan 5. På tingshustomten hade det tidigare funnits en gruva där man bröt magnetit men gruvverksamheten var nedlagd sedan 1897. Byggnaden är uppförd i två våningar och täckt av ett kopparklätt säteritak. Som arkitekt anlitades Gustaf Améen och byggmästare var Carl-Erik Björn. År 1971 genomfördes en större ombyggnad och modernisering. Idag finns bland annat en advokatbyrå i huset.

## Bilder

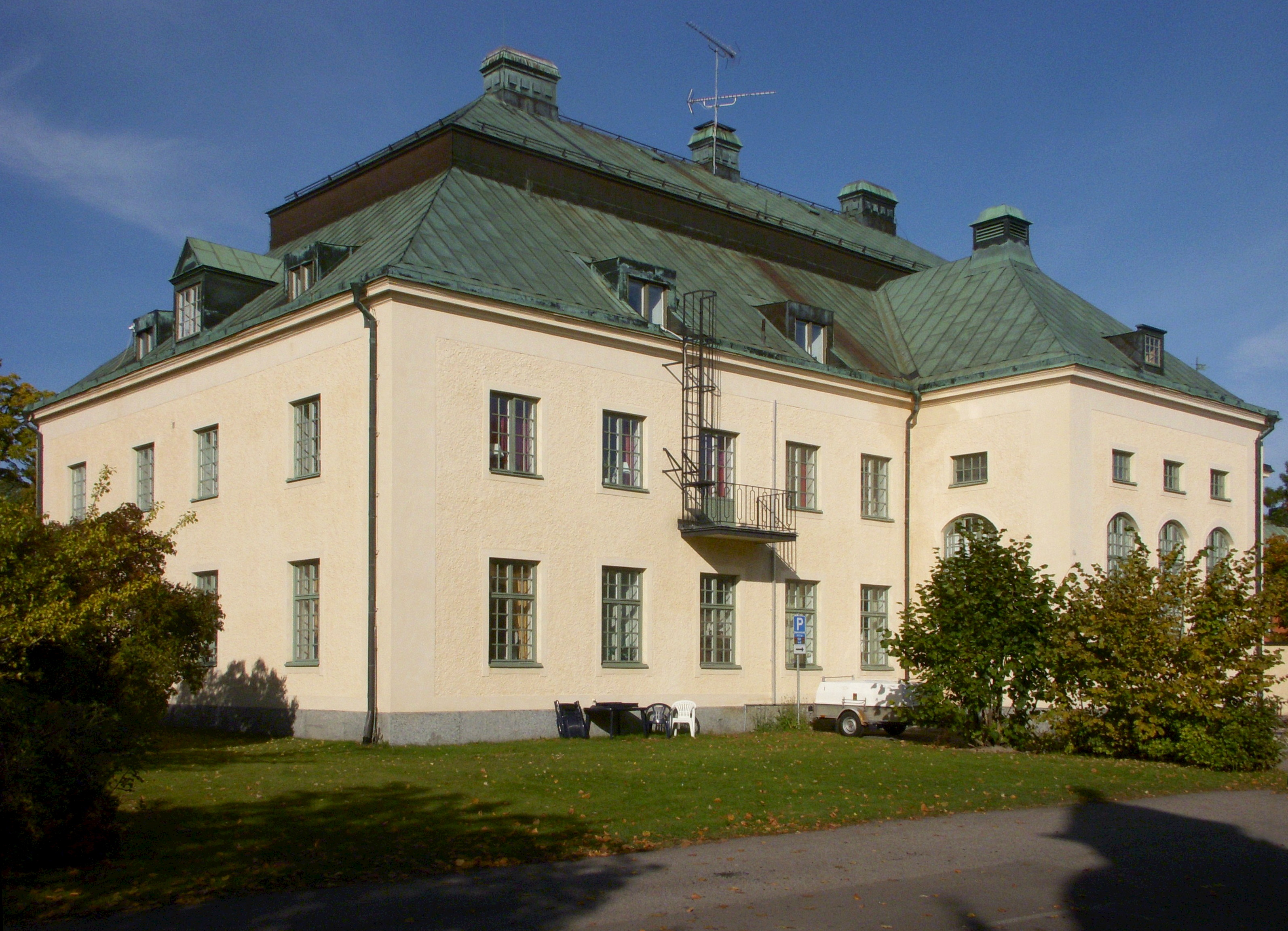
Byggnaden för Ludvika tingsrätt, 2013.
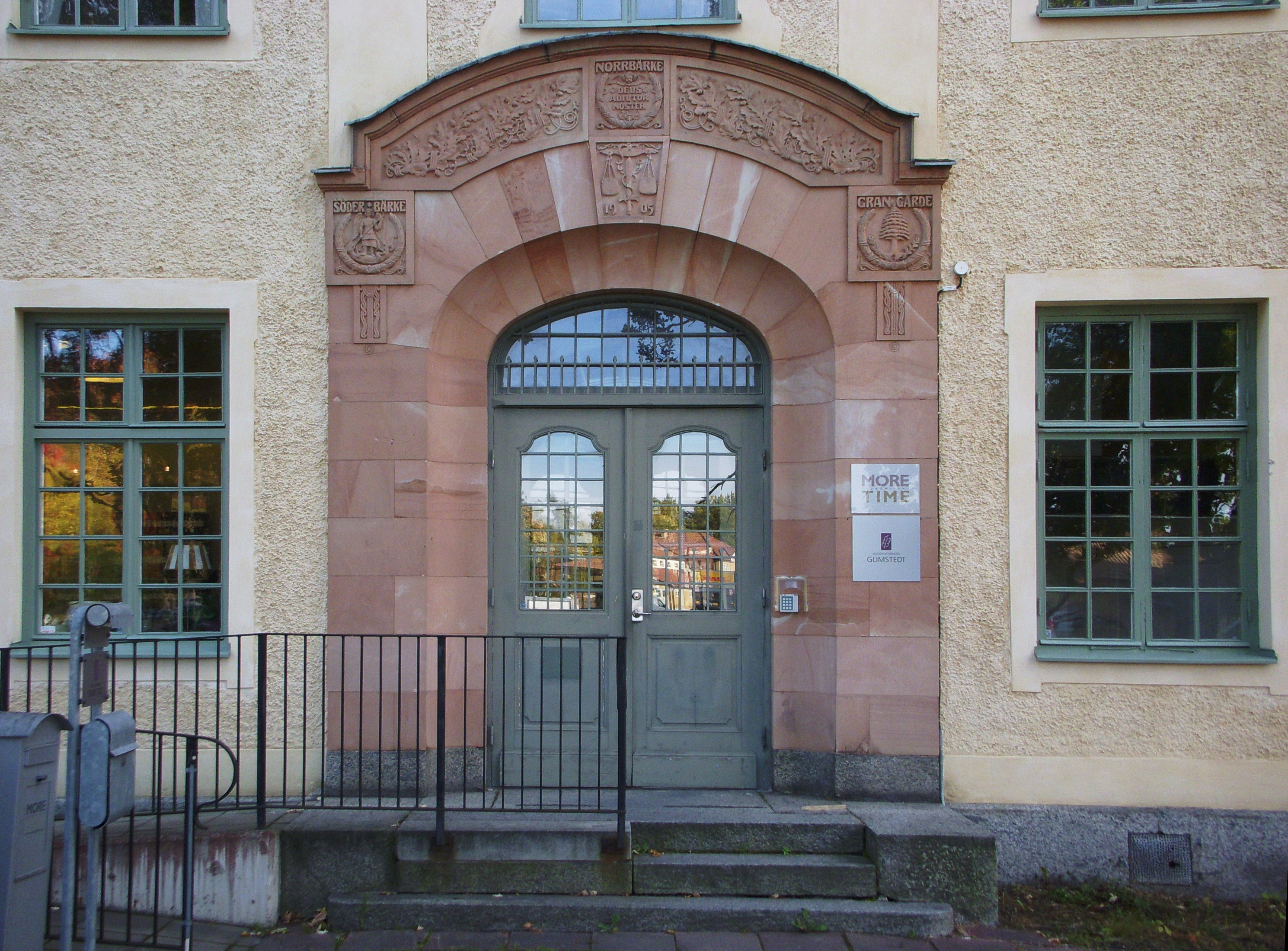
Ludvika tingsrätt, entréportal.
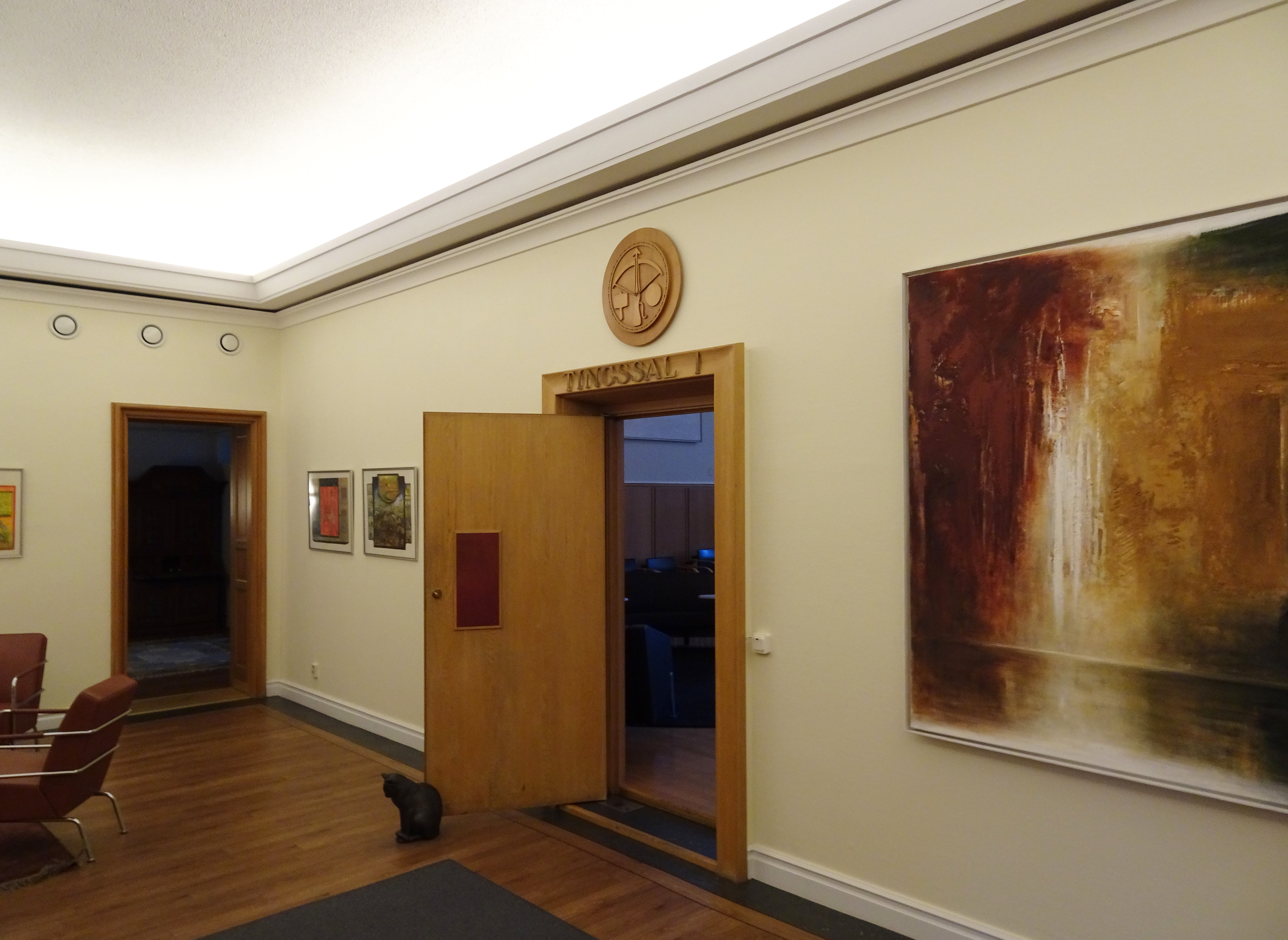
Förrummet
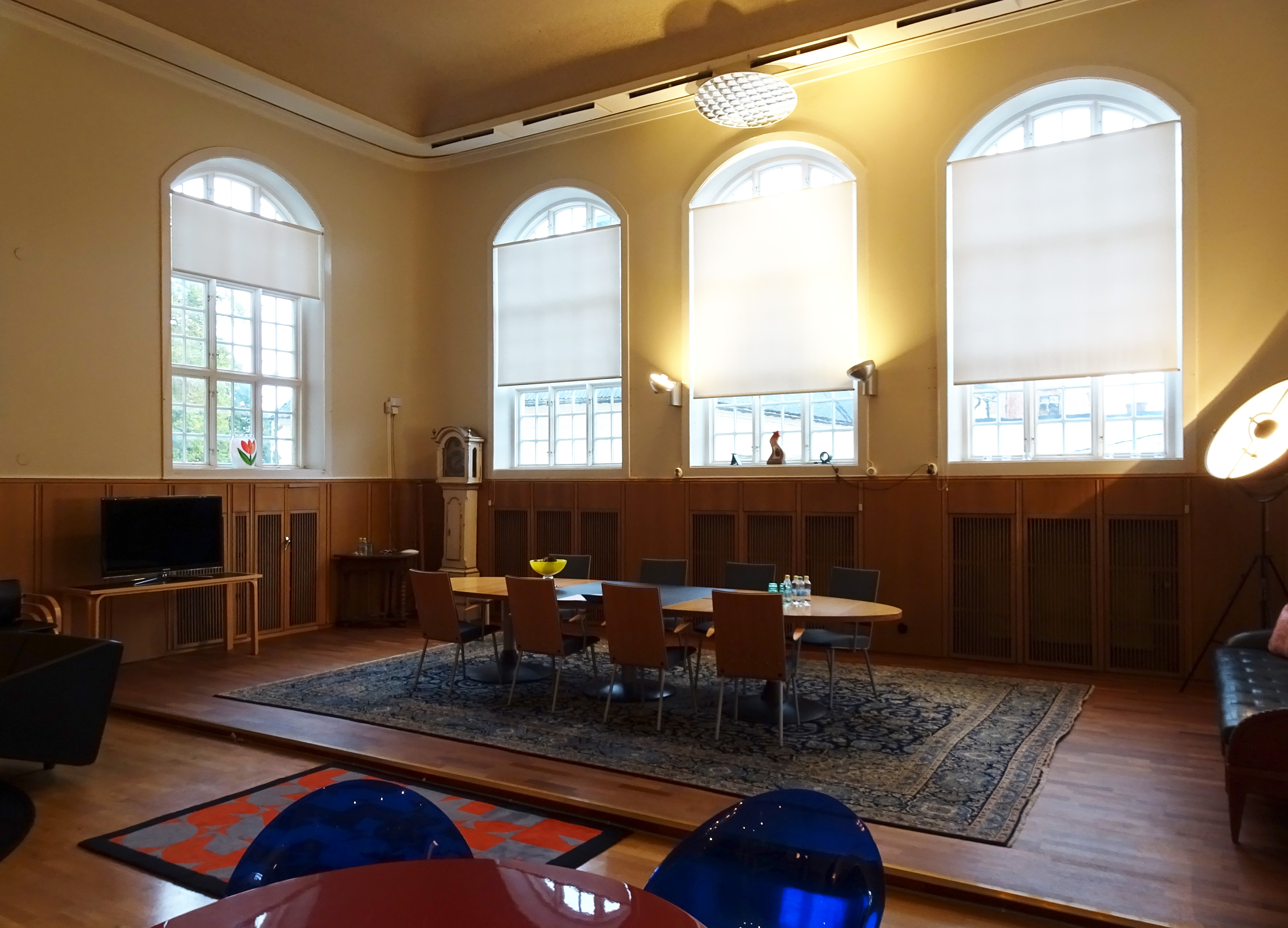
F.d. tingssalen